# Yosgart Gutiérrez
Yosgart Ernesto Gutiérrez Serna (Guasave, 15 marzo 1981) è un ex calciatore messicano, di ruolo portiere.